# 曼達島
曼達島（Manda Island）是印度洋的島嶼，位於東非國家肯亞北岸，屬於拉穆群島的一部分，由拉穆郡管轄。該島長13.3公里、寬9.6公里，農產品有玉米、木薯、芝麻和棉花。當地自9世紀開始就依靠塔克瓦的港口對外進行貿易。
由於當地地處於非洲大陸靠近印度洋的地帶，所以當地自古以來就已是貿易重鎮。有科學家在當地曾出土明朝永樂年間的銅幣和銀幣，足以證明當地在明初已經與中國有貿易往來。

## 交通
島上有渡輪開往拉穆島，也有機場與肯亞本土連結。該機場是整個拉穆群島唯一的機場。

## 延伸閱讀
- Wilson, Thomas H.: Takwa: An Ancient Swahili Settlement of the Lamu Archipelago.  Kenya Museum Society.

2°16′S 40°58′E / 2.267°S 40.967°E